# 연사역
연사역(延社驛)은 조선민주주의인민공화국 함경북도 연사군 연사읍에 위치한 백무선의 철도역이다.

## 연혁
- 1939년 10월 1일 : 유평동-연사 간 개통으로 영업 개시[1]